# بروژایچیه
بروژایچیه (به لهستانی:  Brożajcie) یک روستا در لهستان است که در گمینا بانگه مازورسکیه واقع شده‌است.